# Эпикур
Эпику́р (др.-греч. Ἐπίκουρος; 342/341 до н. э., Самос — 271/270 до н. э., Афины) — древнегреческий философ, основатель эпикуреизма в Афинах («Сад Эпикура»).
Эпикур и его последователи были известны тем, что ели простую пищу и обсуждали широкий круг философских вопросов. Он открыто позволял женщинам и рабам вступать в его школу. Из более чем трёхсот произведений, которые, как предполагают, написал Эпикур, сохранились только три письма (к Геродоту, к Пифоклу, к Менекею), два сборника афоризмов и изречений («Главные мысли» и «Ватиканское собрание»), фрагменты сочинений.
Бо́льшая часть знаний об учении и жизни Эпикура исходит от более поздних авторов, в частности сочинение историка Диогена Лаэртского (Лаэрция) «О жизни, учениях и изречениях знаменитых философов», «О природе вещей» Лукреция Кара, Филодема из Гадары, Секста Эмпирика, Цицерона.
Для Эпикура целью философии являлась помощь людям в достижении счастья, безмятежной жизни, характеризующейся атараксией (спокойствие и свобода от страхов) и апонией (отсутствие боли). Он утверждал, что люди лучше всего могут заниматься философией, проживая самодостаточную жизнь в окружении друзей. Он учил, что корень всех человеческих неврозов заключается в отрицании смерти и в склонности всех людей предполагать, что смерть ужасна и болезненна, что, в свою очередь, приводит к ненужному беспокойству, эгоистичному самозащитному поведению и лицемерию. Согласно Эпикуру, смерть есть конец и тела, и души, и поэтому её не следует бояться. Эпикур учил, что хотя боги и существуют, они не участвуют в человеческих делах. Он считал, что людям следует вести себя этично не потому что боги накажут или наградят их за их действия, но потому что аморальное поведение будет обременять их чувством вины и мешать им достигнуть атараксии.
Как и Аристотель, Эпикур был эмпиристом, то есть он верил, что чувства являются единственным надёжным источником знаний о мире. Подобно Демокриту Эпикур учил, что вселенная бесконечна и вечна, и что всё сущее сделано из крошечных, невидимых частиц, атомов. Все явления, происходящие в естественном мире, в конечном счёте, являются результатом движения и взаимодействия атомов в пустом пространстве. В отличие от Демокрита, Эпикур предлагал идею атомного «отклонения», согласно которой атомы могут отклоняться от их ожидаемого поведения, тем самым позволяя людям обладать свободной волей в детерминированной вселенной.
Несмотря на свою популярность, эпикурейские учения с самого начала вызывали споры. Эпикуреизм достиг своей наивысшей популярности во времена поздней Римской республики. Он вымер в поздней античности из-за враждебности со стороны раннего Христианства. Учение Эпикура постепенно стало более широко известным в XV веке с повторным открытием важных текстов, но его идеи не стали приемлемыми до XVII века, когда французский католический священник Пьер Гассенди возродил их модифицированную версию, которую также продвигали другие писатели, включая Уолтера Чарлтона и Роберта Бойля. Его влияние значительно возросло во время и после Эпохи Просвещения, глубоко воздействуя на идеи основных мыслителей, включая Джона Локка, Томаса Джефферсона, Иеремии Бентама и Карла Маркса.

## Биография

### Воспитание и влияние
Эпикур был рождён в Афинском государстве на Эгейском острове Самос в январе/феврале 342/341 г. до н.э. Его родители, Неокл и Херестрата, были уроженцами Афин. Известно, что Эпикур учился под руководством Памфила, ученика Платона, в течение около четырёх лет. Письмо к Менекею и уцелевшие фрагменты других работ Эпикура однозначно указывают, что у него было обширное обучение риторике. После смерти Александра Македонского Пердикка изгнал афинян с Самоса в Колофон, на побережье современной Турции. После прохождения военной службы Эпикур присоединился к своей семье в Колофоне. Он учился у Навсифана, последователя учения Демокрита, а затем у Пиррона, чей образ жизни восхищал Эпикура.
В возрасте 32 лет он основал свою философскую школу, которая первоначально находилась в Митилене (на острове Лесбос) и Лампсаке (на азиатском берегу пролива Дарданеллы), а с 306 года до н. э. — в Афинах. В этом городе Эпикур со своими учениками поселился в купленном им саду (отсюда наименование эпикурейцев: «философы Сада»). Над входом туда висело изречение: «Гость, тебе здесь будет хорошо. Здесь удовольствие — высшее благо». Философ скончался («от камня в почках», как пишет Диоген Лаэртский) в 271 или 270 году до н. э.

### Труды
Сохранившееся творчество Эпикура, хотя число его работ доходит почти до трёхсот, сводится к трём важным письмам к друзьям, к восьмидесяти афоризмам, называемым «Главные мысли», и к нескольким дюжинам отрывков, извлечённых из его работ.

### Отношения Эпикура и древних авторов
Эпикур полемизировал с Платоном. По мнению Ф. Солмсена, свою философскую систему Эпикур создавал как противостоящую академической.
Некоторые древние авторы упрекали Эпикура в плагиате. Например, Аристон в «Жизнеописании Эпикура» утверждает, что Эпикур списал свой «Канон» с «Треножника» Навсифана, а стоики заявляли, что Эпикур присвоил себе учение Демокрита об атомах и учение Аристиппа-киренаика о наслаждении как высшем благе. Сам же Эпикур, по некоторым свидетельствам, отзывался о названных и других философах довольно пренебрежительно, а то и презрительно.

## Учение
Он, кто впервые нашёл ту основу разумную жизни,

Что называем теперь мы мудростью. Он, кто искусно

Жизнь из волнений таких и такой темноты непроглядной

В полную ввёл тишину, озарённую ярким сияньем.
Свою философию Эпикур делил на три части:
- каноника (греч. κανονικὸν),
- физика (греч. φυσικὸν)
- этика (греч. ἠθικόν).

### Теория познания
Свою теорию познания Эпикур именовал «каноникой», так как в её основе лежало учение о критериях или канонах истины. Не соглашаясь с Платоном и Аристотелем, первичным и главным критерием истины он считал ощущения (др.-греч. αἰσθήσεις), в которых даётся нам жизнь. Разум же Эпикур считал полностью зависимым от ощущений. Поскольку чувственное познание, согласно Эпикуру, непогрешимо, постольку ошибки в познании или заблуждения происходят из ошибочных суждений о том, что дано в ощущениях.
В канонике Эпикура выделяют также вторичные критерии истины, такие как «предвосхищениe» (др.-греч. πρόληψις, пролепсис — мнение, понятие), «претерпевание» (др.-греч. πάθος, традиционный перевод «страсть») и «образный бросок мысли» (др.-греч. ἐπιβολή).
«Предвосхищение» — это «памятование того, что часто являлось нам извне», «оттиск, предварением которого были ощущения» и чувственные восприятия. Предвосхищения — это понятия или общие представления, возникающие на основе чувственных восприятий из единичных представлений.
«Претерпевание» — др.-греч. πάθος — это скорее критерий отношения к вещам, чем критерий истины. Претерпевание — основа для моральных оценок в соответствии с этическими принципами.
Содержание же понятия «образный бросок мысли» определяется как интуиция или интеллектуальная интуиция. Согласно Эпикуру, «истинно только то, что доступно наблюдению или уловляется броском мысли», а «главным признаком совершенного и полного знания является умение быстро пользоваться бросками мысли» (др.-греч. ἐπιβολαῖς).

### Учение о природе («физика»)
В своём учении Эпикур стремился дать практическое руководство для жизни (этику); этому служила физика (натурфилософия), а последней — логика.
Учение Эпикура о природе во многом демокритическое: Вселенная (др.-греч. πᾶν) представляет собой результат столкновения и разъединения атомов (греч. ἄτομα), помимо которых не существует ничего, кроме пустого пространства (др.-греч. κενόν). Тем не менее, в противовес жёсткому детерминисту Демокриту, Эпикур считал атомы способными произвольно отклоняться от закономерных траекторий. Эпикур считал, что Вселенная беспредельна (др.-греч. ἄπειρον) в пространстве, и в ней бесконечное количество миров.
В пространстве между этими мирами («междумириях», метакосмиях, др.-греч. μετακόσμια), бессмертные и счастливые, живут боги, не заботясь о мире и людях. Таким же образом возникают и исчезают живые существа, а также душа, которая состоит из тончайших, легчайших, наиболее круглых и подвижных атомов.
Объяснение природных явлений (др.-греч. φαινόμενα) у Эпикура чрезвычайно близко к точке зрения физиков Нового времени. Он останавливается на происхождении таких явлений как гром, молнии, ветер, снег, радуга, землетрясение и кометы. Эпикура считают открывателем эмпирического естествознания.

### Этика
Идеалом человека для Эпикура является мудрец (др.-греч. σοφός), который отделяет себя от общества, понимая его неустранимое несовершенство в плане неразумности, несправедливости и т. п. Социум следует воспринимать как внешний фактор и относиться к нему с невозмутимым спокойствием, пребывая в гармонии с собой. Такое отношение роднит Эпикура со стоиками и скептиками.
Познание природы не есть самоцель, оно освобождает человека от страха суеверий (мнений толпы), а также от боязни смерти (др.-греч. θάνατον). Смерть в понимании Эпикура — это отсутствие ощущений. «Смерть не имеет к нам никакого отношения; когда мы есть, то смерти ещё нет, а когда смерть наступает, то нас уже нет», — утверждал философ.
Эпикур производил различие желаний (др.-греч. ἐπιθυμιῶν), среди которых он обнаруживал естественные (др.-греч. φυσικαί), а также «пустые» (др.-греч. κεναί). Среди естественных он отдельно выделяет необходимые (др.-греч. ἀναγκαῖαι, ср. ананке) желания. Целью всех деяний является безмятежное и блаженное состояние души. Удовольствия (др.-греч. ἡδοναί) Эпикур считал началом и концом блаженной жизни. Однако не все желания достойны удовлетворения, поскольку за некоторыми из них могут последовать страдания. Поэтому мудрец должен быть осмотрителен (др.-греч. φρόνησις).

### Парадокс Эпикура
Эпикур, вероятно, был первым философом, изложившим проблему зла. До нашего времени не дошёл ни один трактат Эпикура, который фактически подтверждал бы это, однако на это указывает африканский ритор Лактанций, который излагает и оспаривает тезис Эпикура о проблеме зла, который впоследствии получает название «парадокс Эпикура», в своём труде «О гневе Божьем». В нём Лактанций описывает его следующим образом:

Бог желает предотвратить зло, но не может? Тогда он не всемогущ. Он может, но не желает? Тогда он не доброжелательный. Он и может, и желает? Тогда откуда берётся зло? Он не может и не желает? Тогда зачем звать его Богом?

### Учение об обществе и человеке
В отличие от стоиков, Эпикур не интересовался участием в ежедневной политике, считая, что это приводит к неприятностям. К общественности (особенно государству и культу) мудрец должен относиться дружественно, но сдержанно. Эпикур проповедовал принцип «живи неприметно» (греч. λάθε βιώσας), считал, что нужно идти по жизни, не привлекая к себе внимания; не стремиться к славе, власти или богатству, а наслаждаться маленькими радостями жизни — вкусной едой, компанией друзей и т. д. Плутарх подробно остановился на этой теме в своём эссе «Хорошо ли изречение: Живи неприметно?» (греч. Εἰ καλῶς εἴρηται τὸ λάθε βιώσας).
Однако Эпикур высказал новую идею — справедливость как общественный договор, договор о том, чтобы не причинять и не терпеть вреда; и такой договор необходим, чтобы пользоваться всеми выгодами совместного проживания в упорядоченном обществе. Законы и наказания необходимы для удержания в узде глупцов, из-за которых договор может пострадать. Однако мудрецу польза договора очевидна и ввиду того, что его желания невелики, ему нет никакой нужды в нарушении законов. Законы, полезные для человеческого общения и счастья, справедливы, бесполезные — несправедливы. Общество, по Эпикуру, как раз возникло из договора между живущими уединённо и руководствующимися естественным правом (др.-греч. φύσεως δίκαιoν) людьми. Заключён он с целью непричинения друг другу вреда. При этом люди склонны забывать, что все законы и обычаи могут быть изменяемы, поскольку они должны служить взаимной пользе.
Что касается человеческой речи, Эпикур указывал на связь развития речи с условиями среды проживания человека. В частности, полагал, что в различных географических местностях люди под воздействием одних и тех же вещей издавали различные звуки (за счёт различного влияния среды на человеческие легкие). Таким образом первые слова, произносимые людьми, были различными, а потому стали различными и языки.
- Своим появлением на свет человек обязан самому себе и своим родителям.
- Человек есть результат естественного развития природы.
- Боги, возможно, есть, но они никаким образом не могут вмешиваться в жизнь людей и земные дела.
- Судьба человека зависит от него самого, а не от богов.
- Душа человека умирает вместе с телом.
- Умение хорошо жить и хорошо умереть — это одна и та же наука.

### О богах
Согласно Эпикуру, бог (греч. θεός) является существом (греч. ζῷον) бессмертным и блаженным. Как пишет Марианна Шахнович, парадоксальность наследия Эпикура заключается в том, что «он, признанный как безбожник, не только утверждал существование богов, но и отвёл учению о богах (теологии) важное место в своей философской системе».
Эпикур отрицал провиденциализм. Он заявлял, что в том виде, в котором боги существуют, им нет дела до людей, они не имеют представления о нашем существовании, и следовательно, они не будут наказывать нас ни в этой, ни в какой-нибудь любой другой жизни.
Основные положения учения Эпикура о богах таковы:
- боги существуют;
- истинное знание о богах образуется за счёт предвосхищения (пролепсиса);
- обывательское представление о богах ложно;
- боги бессмертны и блаженны[19] и пребывают в междумириях (интермундиях)[26].

Шахнович пишет о «знаменитом заключении Эпикура», известном в изложении Лактанция (De ira dei 13, 19), о несовместимости представления о промысле всеблагого бога с наличием зла в мире, в связи с чем утверждает, что Эпикур отвергал теодицею.

## Публикации сочинений
- Письмо к Геродоту. Письмо к Пифоклу. Письмо к Менекею. Главные мысли. Перевод М. Л. Гаспарова // Тит Лукреций Кар. О природе вещей. — М., 1983. (серия «Библиотека античной литературы»). — С.292-324.